# Chroicocephalus
Chroicocephalus är ett släkte i familjen måsfåglar inom ordningen vadarfåglar. Tidigare placerades släktets arter i det stora mås- och trutsläktet Larus, men efter fylogenetiska studier förs de numera oftast över till Chroicocephalus.
Släktet omfattar tio levande arter:
- Långnäbbad mås (Chroicocephalus genei)
- Trädmås (Chroicocephalus philadelphia)
- Skrattmås (Chroicocephalus ridibundus)
- Brunhuvad mås (Chroicocephalus brunnicephalus)
- Kapmås (Chroicocephalus hartlaubii)
- Gråhuvad mås (Chroicocephalus cirrocephalus)
- Patagonienmås (Chroicocephalus maculipennis)
- Andinsk mås (Chroicocephalus serranus)
- Svartnäbbad mås (Chroicocephalus bulleri)
- Silvermås (Chroicocephalus novaehollandiae)

Ytterligare en art, utdöd under holocen, finns beskriven:
- Huahinemås (Chroicocephalus utunui)